# Walter Samuel
Wálter Adrián Luján-Samuel (Firmat, 23 maart 1978) is een Argentijns voormalig betaald voetballer die hoofdzakelijk centraal in de verdediging speelde. Hij debuteerde in mei 1999 in het Argentijns voetbalelftal, waarvoor hij 56 keer speelde en vijf doelpunten maakte. Samuel is een van de weinige spelers die zowel de Copa Libertadores als de UEFA Champions League wist te winnen.
Samuel debuteerde op zijn achttiende in het betaald voetbal in het shirt van Newell's Old Boys. Na één seizoen vertrok hij naar het grotere Boca Juniors, waarmee hij in 2000 de Copa Libertadores won. Samuel vertrok daarop naar AS Roma. Daar werd hij in zijn eerste jaar landskampioen. Samen met Emerson vormde hij hier een verdedigend blok.
In 2004 haalde Real Madrid Samuel naar de Primera División, maar een jaar later keerde hij terug naar Italië. Ditmaal tekende hij bij Internazionale, waarvoor hij negen seizoenen actief bleef. Hij won met de club onder meer vijf opeenvolgende landstitels, de Champions League 2009/10 en het WK voor clubteams 2010.
Samuel nam op zijn 36e afscheid van Internazionale en ging nog twee jaar in Zwitserland voetballen, voor FC Basel. Hier sloot hij zijn carrière in mei 2016 af.

## Clubstatistieken
| Seizoen | Club              | Competitie       | Duels | Goals |
| ------- | ----------------- | ---------------- | ----- | ----- |
| 1996/97 | Newell's Old Boys | Primera División | 35    | 0     |
| 1997/98 | Newell's Old Boys | Primera División | 2     | 0     |
| 1997/98 | Boca Juniors      | Primera División | 12    | 0     |
| 1998/99 | Boca Juniors      | Primera División | 34    | 2     |
| 1999/00 | Boca Juniors      | Primera División | 29    | 2     |
| 2000/01 | AS Roma           | Serie A          | 31    | 1     |
| 2001/02 | AS Roma           | Serie A          | 30    | 5     |
| 2002/03 | AS Roma           | Serie A          | 31    | 2     |
| 2003/04 | AS Roma           | Serie A          | 30    | 1     |
| 2004/05 | Real Madrid       | Primera División | 30    | 2     |
| 2005/06 | Internazionale    | Serie A          | 27    | 2     |
| 2006/07 | Internazionale    | Serie A          | 18    | 3     |
| 2007/08 | Internazionale    | Serie A          | 12    | 0     |
| 2008/09 | Internazionale    | Serie A          | 17    | 1     |
| 2009/10 | Internazionale    | Serie A          | 28    | 3     |
| 2010/11 | Internazionale    | Serie A          | 10    | 0     |
| 2011/12 | Internazionale    | Serie A          | 27    | 2     |
| 2012/13 | Internazionale    | Serie A          | 16    | 1     |
| 2013/14 | Internazionale    | Serie A          | 14    | 2     |
| 2014/15 | FC Basel          | Super League     | 12    | 1     |
| 2015/16 | FC Basel          | Super League     | 16    | 1     |

## Erelijst
Boca Juniors
- CONMEBOL Libertadores: 2000
- Primera División: Apertura 1998, Clausura 1999

 AS Roma
- Serie A: 2000/01
- Supercoppa Italiana: 2001

 Internazionale
- UEFA Champions League: 2009/10
- FIFA Club World Cup: 2010
- Serie A: 2005/06, 2006/07, 2007/08, 2008/09, 2009/10
- Coppa Italia: 2005/06, 2009/10, 2010/11
- Supercoppa Italiana: 2005, 2006, 2008, 2010

 FC Basel
- Super League: 2014/15, 2015/16

 Argentinië -20
- FIFA WK onder 20: 1997